# Verdelpino de Cuenca
Verdelpino de Cuenca es un caserío del municipio español de Cuenca, perteneciente a la provincia de Cuenca, en la comunidad autónoma de Castilla-La Mancha.

## Historia
A mediados del siglo XIX, la aldea, por entonces con alcalde pedáneo dependiente del ayuntamiento de Valdecabras, tenía contabilizada una población de 60 habitantes. Aparece descrita en el decimoquinto volumen del Diccionario geográfico-estadístico-histórico de España y sus posesiones de Ultramar de Pascual Madoz de la siguiente manera:

VERDELPINO DE CUENCA: ald. con alc. p. dependiente de la jurisd. de Valdecabras en la prov., dióc. y part. jud. de Cuenca (1 leg.), aud. terr. de Albacete (19), y c. g. de Castilla la Nueva (Madrid 27). sit. en una pequeña altura y á la márg. del Júcar; goza de clima sano, frio y combatido por los vientos de N. y E.: .consta de 9 casas, una pequeña ermita (Ntra. Sra. de la Concepcion) aneja de la de Valdecabras. térm.: confina con el de Valdecabras por N.; E. Buenache de la Sierra; S. Cuenca, y O. Embiz: el terreno es de mala calidad, le cruza un pequeño arroyo titulado Valdecabras, el cual desagua en el Júcar; tiene una pequeña deh. poblada de roble y algun pinar: los caminos locales y malos: la correspondencia se recibe de la cap. de prov. prod.: trigo, centeno, cebada, avena, patatas, judias y otras legumbres; se cria ganado lanar y vacuno, caza de liebres, perdices, conejos y corzos, y pesca de truchas. ind.: la agrícola y pecuaria. pobl.: 9 vec., 60 alm. cap. prod. é imp.: con el ayunt. de Valdecabras.
(Madoz, 1849, p. 672)